# ماینلیر کلاس ژوپیتر
ماینلیر کلاس ژوپیتر (به انگلیسی: Júpiter-class minelayer) یک کلاس از کشتی است که طول آن ۱۰۰ متر (۳۲۸ فوت ۱ اینچ) می‌باشد.